# Вилла Дренгенбург
Вилла Дренгенбург (нем. Villa Drängenburg, также Haus Drängenburg) - здание, памятник архитектуры в Урденбахе (Дюссельдорф, Северный Рейн-Вестфалия, Германия). Расположено по адресу: улица Ам Альтен Райн, дом 8 ("На Старом Рейне", 8; Am Alten Rhein, 8).

## Общая характеристика
Вилла Дренгенбург - двухэтажное оштукатуренное жилое здание, построенное в 1870 году. В 1908 году архитектор Германн фом Эндт перестроил интерьеры. В 1913 году архитектор Франц Пауц возвёл стену вокруг участка, а в 1928 году здание было расширено. Верхний этаж пристройки был капитально обновлен в 1962 году, ранее он представлял из себя фахверк.
Здание возведено на квадратном фундаменте. Каждая из сторон характеризуется тремя осями, обозначенными вытянутыми вертикально окнами. Центральные оси слегка выступают ризалитами. Оконные рамы окаймлены тёсаным камнем, а подоконники опираются на фигурные консоли. Антресоль выделяется узким карнизом и обнажается низкими оконцами по внешним осям. Выступающий из под кровли карниз с зубчатым профилем завершает кладку. Все окна снабжены ставнями жалюзийного типа.
Вход, расположенный справа в виде одноэтажной пристройки, представляет из себя веранду с большими окнами, несущей балюстраду перед вторым этажом.
Здание имеет плоскоскатную крышу шатрового типа.
Вилла была внесена в список памятников архитектуры Дюссельдорфа из-за хорошего классического дизайна, исторической важности и важности для городского пейзажа в связи с зданиями напротив, без права перестройки.

## Здесь жили Луиза Дюмон и Густав Линдеманн
Известные театральные деятели Германии, основателю драматического театра в Дюссельдорфе, Луиза Дюмон и Густав Линдеманн жили в этом доме с 1908 по 1922 год. В те годы Урденбах представлял из себя небольшую рыбацкую деревню на берегу Рейна в составе сельской общины соседнего Бенрата. На 24 года он стал их загородней резиденций и, по собственным воспоминаниям, лучшим периодом в жизни.
По воспоминаниям жителей Урденбаха, Луиза Дюмон и Густав Линдеманн были хорошими людьми, особенно тепло они относились к детям: собирали для них Рождественский стол, дарили вкусные и нужные в жизни вещи, заботились о бедной детворе.
В 1960 году над центральным окном виллы была установлена мемориальная доска из белого мрамора с надписью: «Здесь жили и работали Луиза Дюмон и Густав Линдеманн с 1908 по 1922 год».

## Галерея

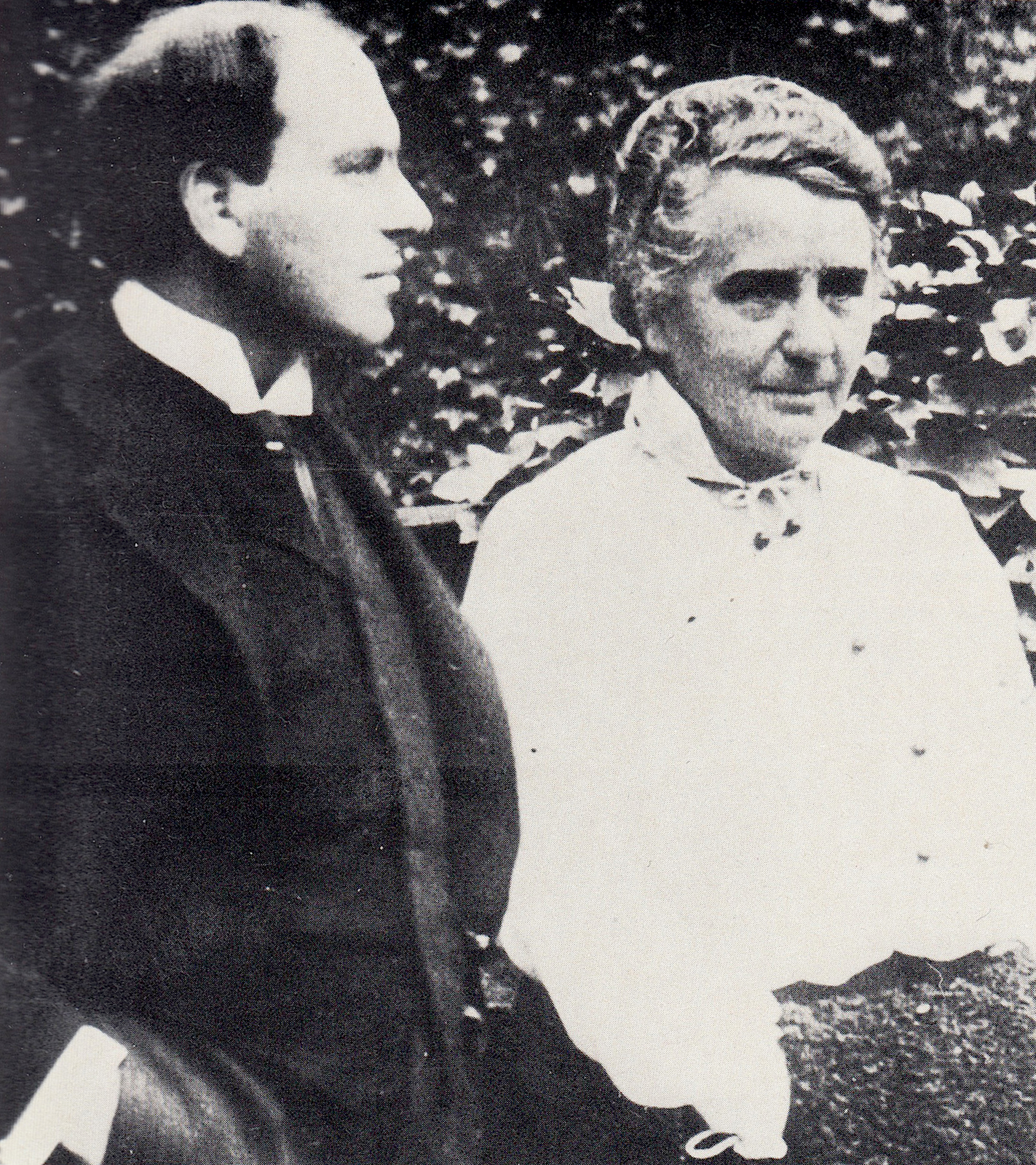
Густа Линдеманн и Луиза Дюмон в своём саду.
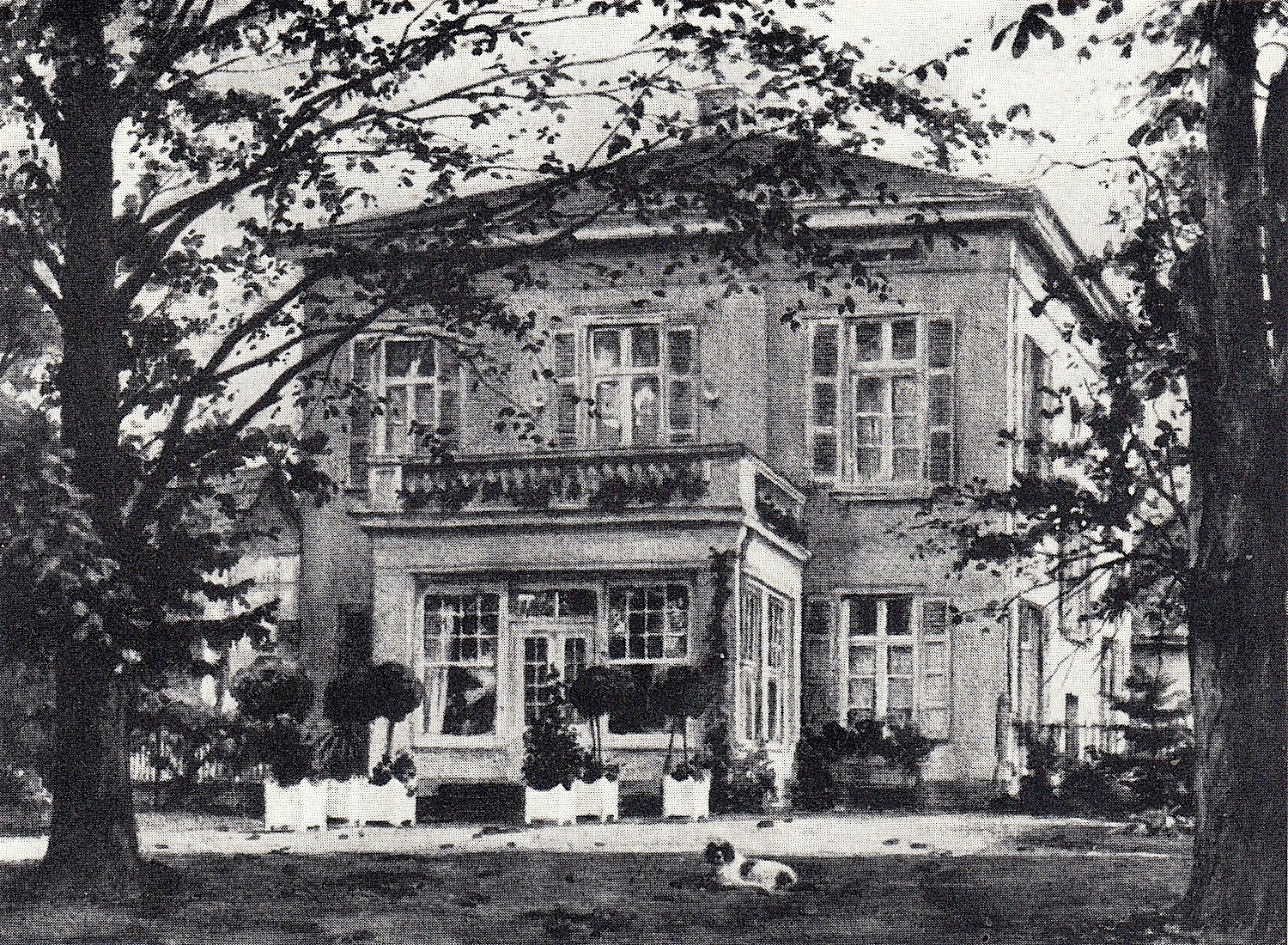
Вил виллы Дренгенбург из сада. Картина художника Рудольфа Бартельмесса.
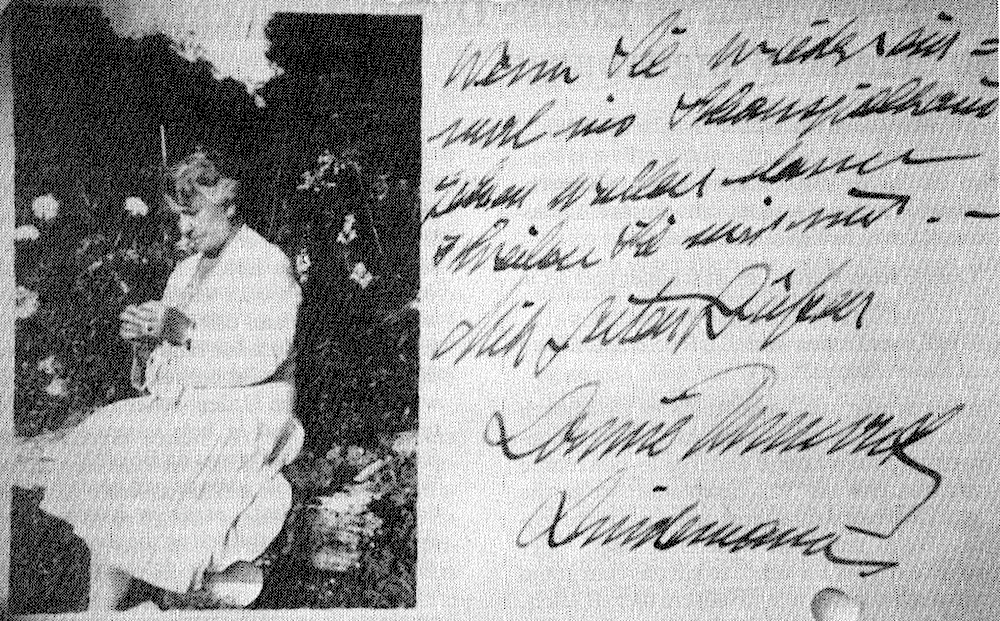
Луиза Дюмон в своём саду среди роз.

## Важность
Вилла внесена в список памятников истории и архитектуры Дюссельдорфа из-за хорошего классического дизайна, исторической важности и важности для городского пейзажа в единстве с несколькими близ расположенными зданиями. Её запрещено перестраивать. Внесено в список охраняемых государством объектов 15 декабря 1983 года под номером "А 490".